# Čchou-chaj tchu-pien

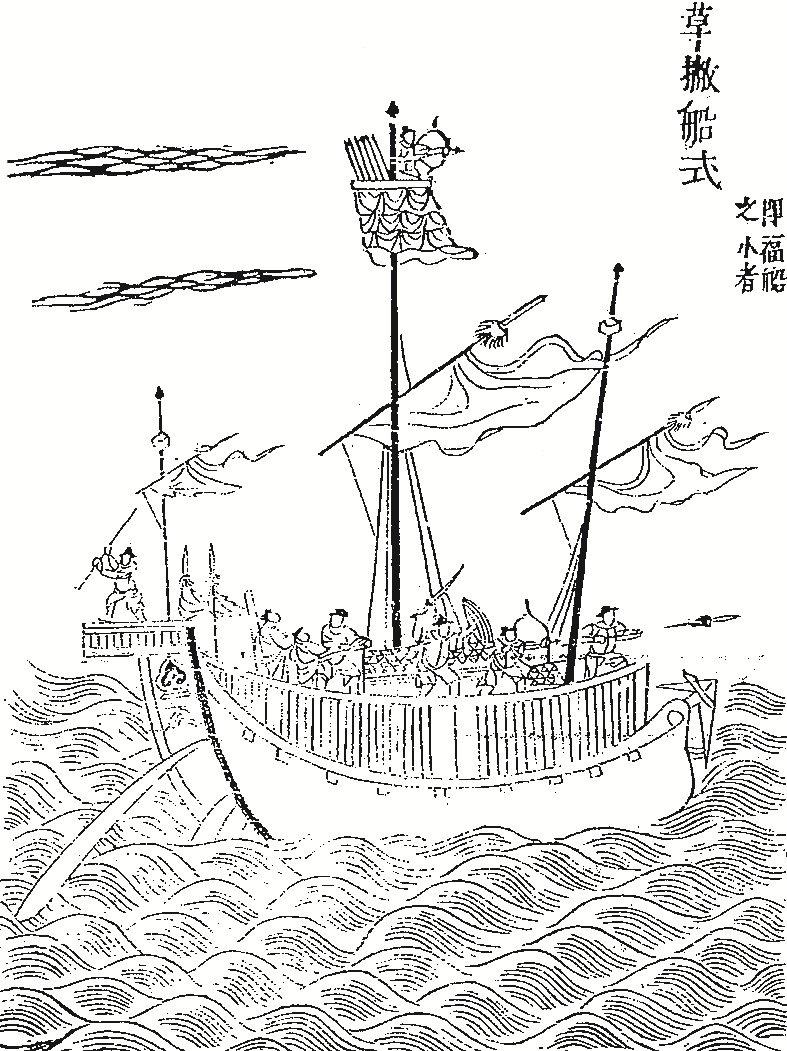
Mingská válečná džunka, ilustrace z Ilustrované knihy pobřežní obrany (Čchou-chaj tchu-pien)

Čchou-chaj tchu-pien (čínsky pchin-jinem Chóuhǎi túbiān, znaky tradiční 籌海圖編, „Ilustrovaná kniha pobřežní obrany“) je čínský vojenský traktát mingského období sestavený spisovatelem a geografem Čeng Žuo-cchengem (鄭若曾, 1503–1570).
Čeng Žuo-ccheng pocházel z Kchun-šanu v provincii Ťiang-su. Byl žákem filozofa a státníka Wang Jang-minga a přítelem slavných spisovatelů Kuej Jou-kuanga a Tchang Šun-č’a. Jako odborník na vojenství a geografii působil v soukromému sekretariátu Chu Cung-siena, když ten ve funkci vrchního velitele cung-tu v Nan č’-li, Če-ťiangu a Fu-ťienu řídil boj s piráty wo-kchou. Podpora Chu Cung-siena mu umožnila sestavit traktát Čchou-chaj tchu-pien (Ilustrovanou knihu pobřežní obrany), dokončený roku 1561, či 1562. Kniha sestává z 13 ťüanů (dílů), popisuje čínské pobřeží, jeho opevnění a způsoby obrany proti pirátům, analyzuje pirátské metody a postupy, obsahuje historii pirátství ve Východočínském moři a dějiny čínsko-japonských vztahů. Součástí díla je 114 map a ilustrací.
Skladba traktátu:
- 1. ťüan obsahuje mapy zemí a ostrovů na východ od Číny;
- 2. ťüan vykládá historii čínsko-japonských vztahů počínaje dobou Západní Chan (202 př. n. l. – 8 n. l.);
- 3. až 7. ťüan sestává z map čínského pobřeží;
- 8. ťüan vypočítává pirátské útoky od počátku éry Ťia-ťing (tj. od 1522);
- 9. ťüan rozebírá strategii a taktiku používanou proti pirátům mingskými armádami pod velením Chu Cung-siena;
- 10. ťüan obsahuje seznam důstojníků a civilistů, kteří zahynuli v bojích s piráty;
- 11. až 13. ťüan informuje o způsobech a postupech kterými mingské úřady řešily problémy s piráty, zahrnuje též seznam mingských vojenských jednotek účastnících se bojů.[2]

Ve vydáních knihy z let 1592 a 1624 je jako autor uveden Chu Cung-sien. Nejstarší zachované tištěné vydání pochází z éry Tchien-čchi (1621–1627), je uchováváno v knihovně Pekingské univerzity. Současnými čínskými a japonskými historiky je kniha vysoce ceněna jako hodnotný zdroj pro poměry na čínském pobřeží v 16. století.